# Porzellangasse
 (mai 2024).
Si vous disposez d'ouvrages ou d'articles de référence ou si vous connaissez des sites web de qualité traitant du thème abordé ici, merci de compléter l'article en donnant les références utiles à sa vérifiabilité et en les liant à la section « Notes et références ».
La Porzellangasse est une rue de  Vienne en Autriche.

## Situation et accès
Elle relie le quartier d'Alsergrund avec le centre-ville dans le quartier de la Vieille Bourse.

## Origine du nom
Son nom vient de la manufacture de porcelaine de Vienne (de), fondée en 1718.

## Historique

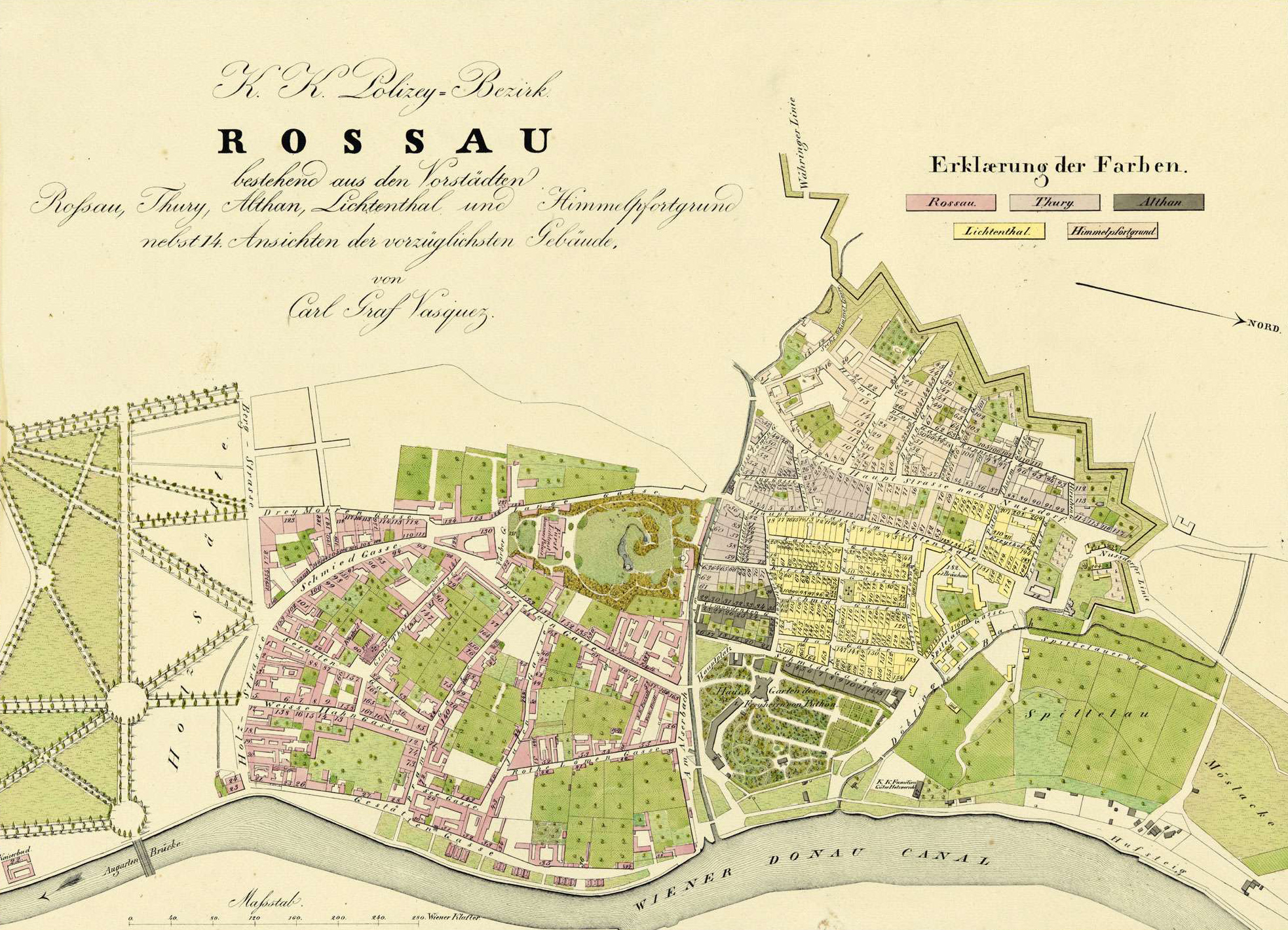
District de police du KK Rossau, avec Schmiedgasse et Porzellaingasse (1830, comte Vasquez)

La Porzellangasse suit le cours d'un bras ensablé du Danube jusqu'à l'Alserbach. La manufacture de porcelaine de Vienne, fondée en 1718, s'étendait l'actuelle Porzellangasse 51 à l'actuelle Julius-Tandler-Platz. La zone allant de l'actuelle Bauernfeldplatz à Alserbach s'appelait Porcellain-Fabriquengasse en 1778, Porcellain Gassen en 1779 et Porcellain-Fabriquengasse en 1810. En 1825, le nom fut changé en Pozellangasse.
La Porzellangasse était la rue la plus importante du faubourg de Roßau.
Les bâtiments se composent principalement de bâtiments résidentiels de l'époque wilhelminienne dans le style de l'historicisme et parfois Sécession. À partir de juin 1882, le tramway tiré par des chevaux traversait la rue, qui fut convertie au fonctionnement électrique à partir d'octobre 1900. La ligne S-Bahn S40 commence également ici.

## Bâtiments remarquables et lieux de mémoire
- N°2 : ancienne direction de Lohner-Werke, construite en 1876
- N° 4-6 : ancienne Hof-Wagenfabrik Sebastian Armbruster, construite en 1897
- N°5 : défunte maison Biedermeier, pharmacie Biber
- N° 7 : cour sur rue de style wilhelminien tardif (1905/06), décor en partie baroque, en partie Sécession ; lieu de naissance de l'auteur Friedrich Torberg
- N° 8 : Théâtre Bronski & Grünberg (entrée : Müllnergasse 2)
- N° 9 : Immeuble d'habitation à structure Sécession, architecte Hugo Manhardt, 1911 ; Plaque commémorative pour Mihai Eminescu
- N° 15-19 : cour sur rue de style wilhelminien tardif (1912) ; dans la salle du théâtre (No. 19) : Schauspielhaus Vienne ; Plaques commémoratives pour George Tabori et Hans Gratzer
- N°18 : La Poste
- N° 21 et 23 : Vestiges des derniers bâtiments Biedermeier
- N° 22-22a : cour sur rue de style wilhelminien tardif par les architectes Ferdinand von Fellner-Feldegg et Adolf Jäger
- N° 31 : bel immeuble d'habitation sur trois façades (Liechtensteinstrasse, Bauernfeldplatz, Porzellangasse) avec terrasse de café attenante
- N° 33a : Plaque commémorative pour l'acteur Werner Krauss
- N° 36 : maison classée de 1907/08
- N°37 : Plaque commémorative pour Leo Perutz
- N° 39-43 : grande cour sur rue de style wilhelminien tardif par Hugo Manhardt, construite en 1912/13. Le 39 était le Café Koralle.
- N° 44-46 : immeuble d'habitation historique tardif de Cajetan Miserowsky et Oswald Luckeneder (1891/92) ; avec la maison voisine identique no. 48 immortalisés par Heimito von Doderer dans le Strudelhofstiege sous le nom de « jumeaux Miserowsky ».
- N° 51 : ancienne direction générale des Tabakwerke autrichiennes de formes néo-baroques, construites entre 1903 et 1905 par le Département de la construction de bâtiments du ministère de l'Intérieur.

## Galerie

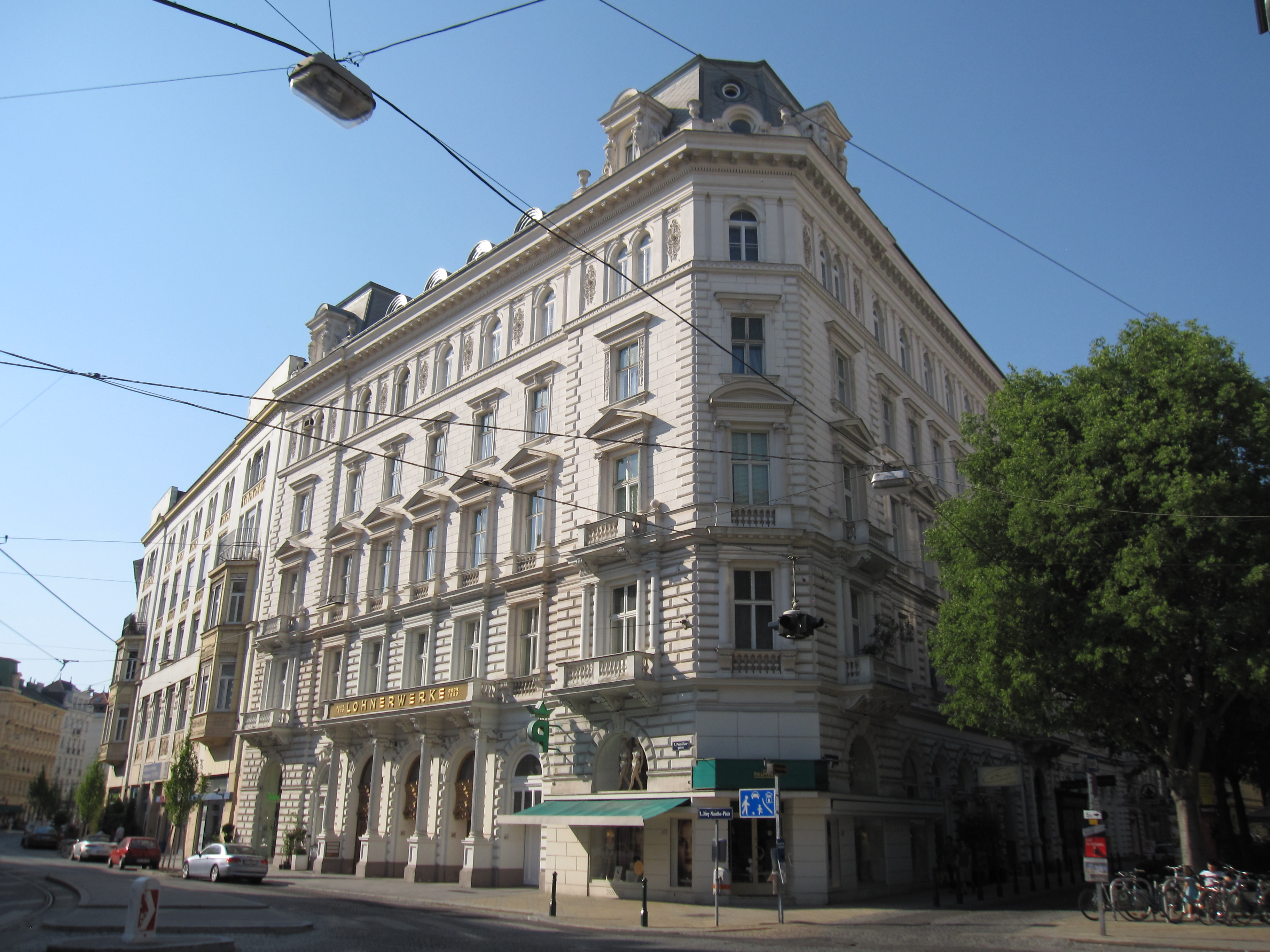
N°2 : ancienne direction de Lohner-Werke
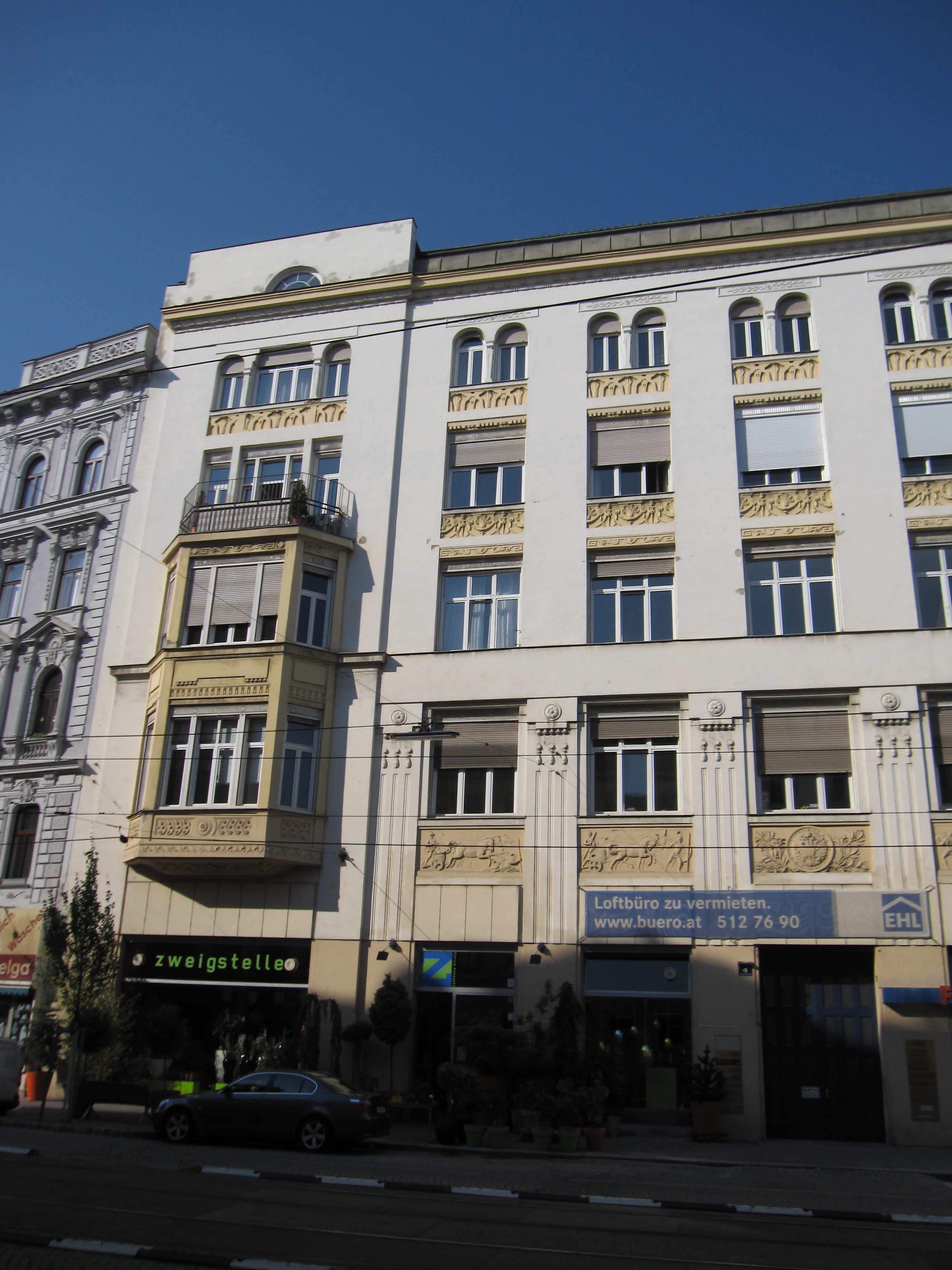
N° 4-6 : ancienne usine de wagons Armbruster
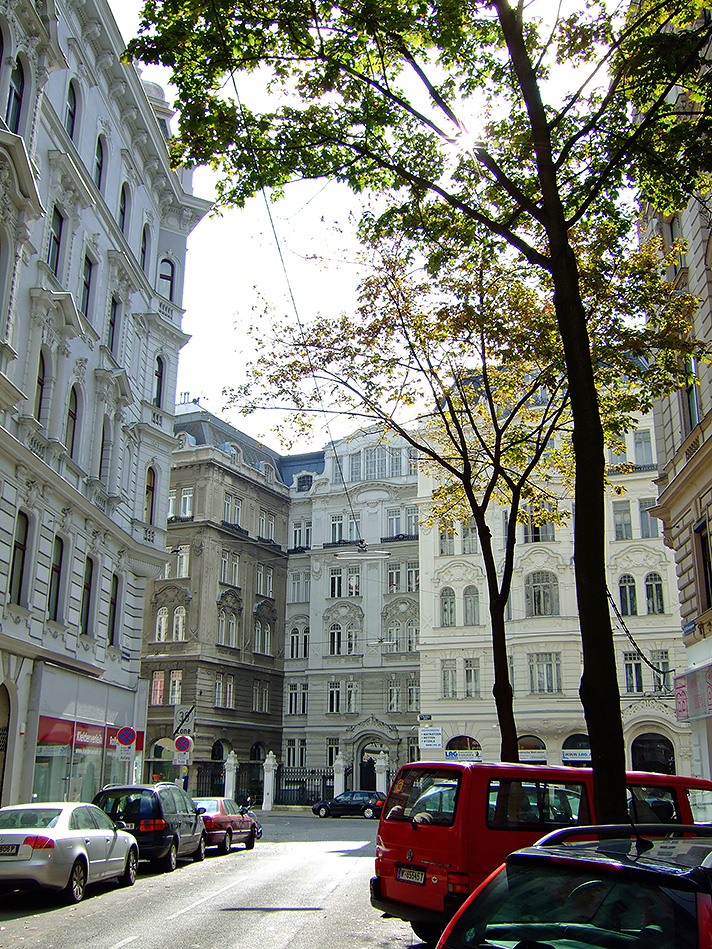
N°9
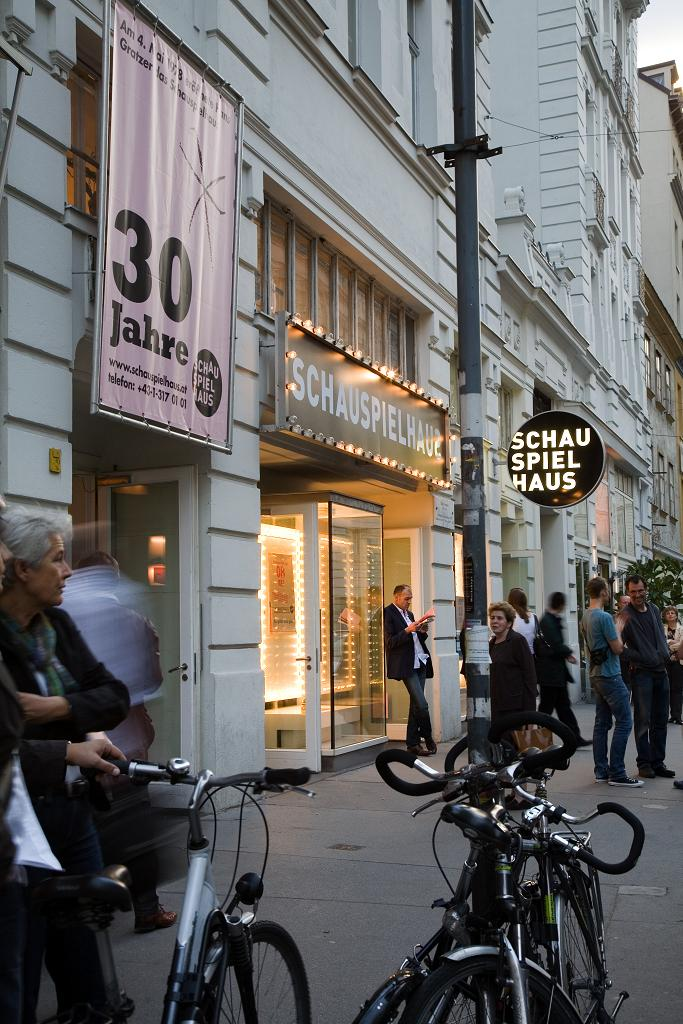
N°19 : Théâtre de Vienne
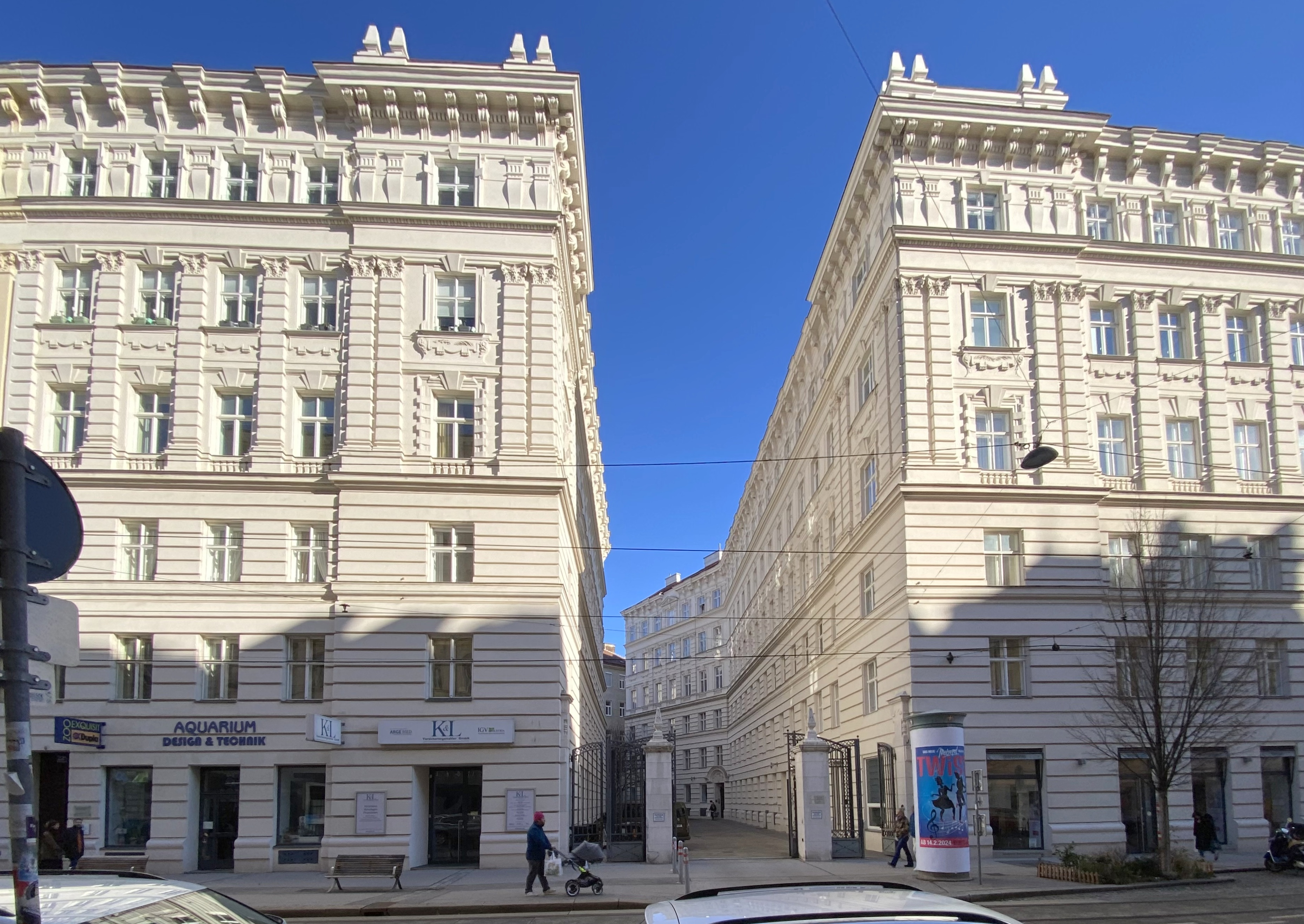
N°31
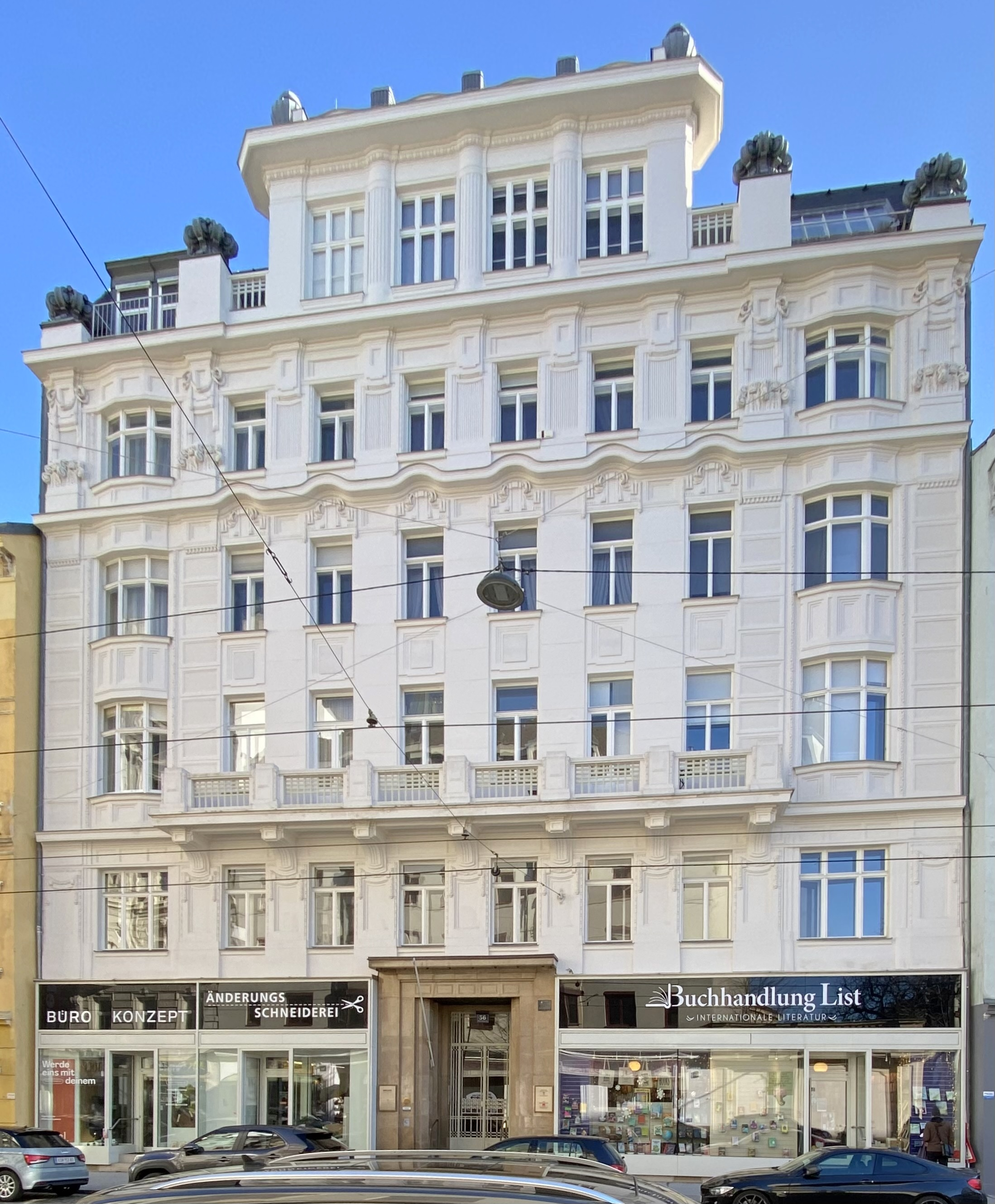
N°39-43
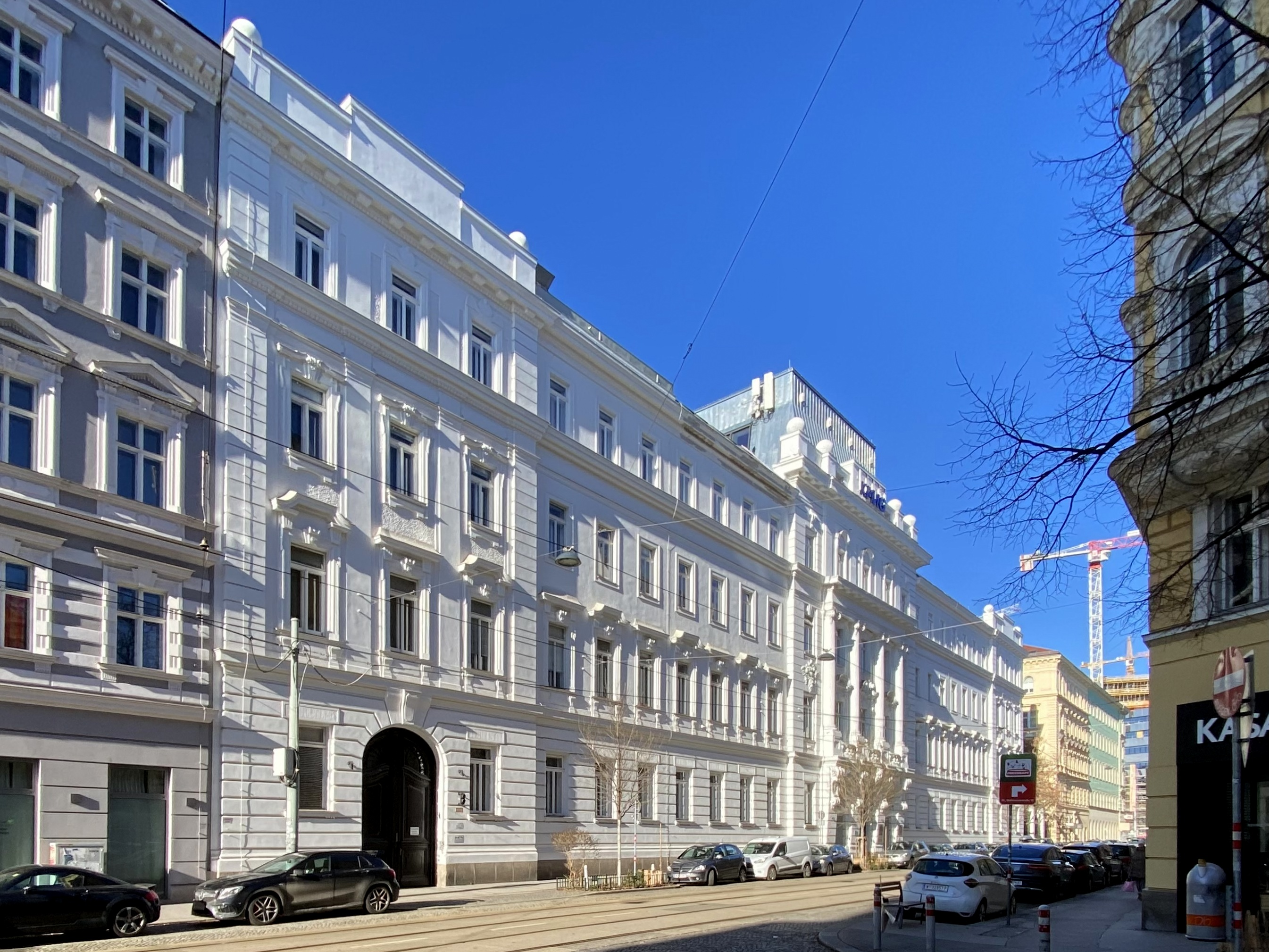
N° 51 : ancienne direction générale d'Autriche Tabakwerke
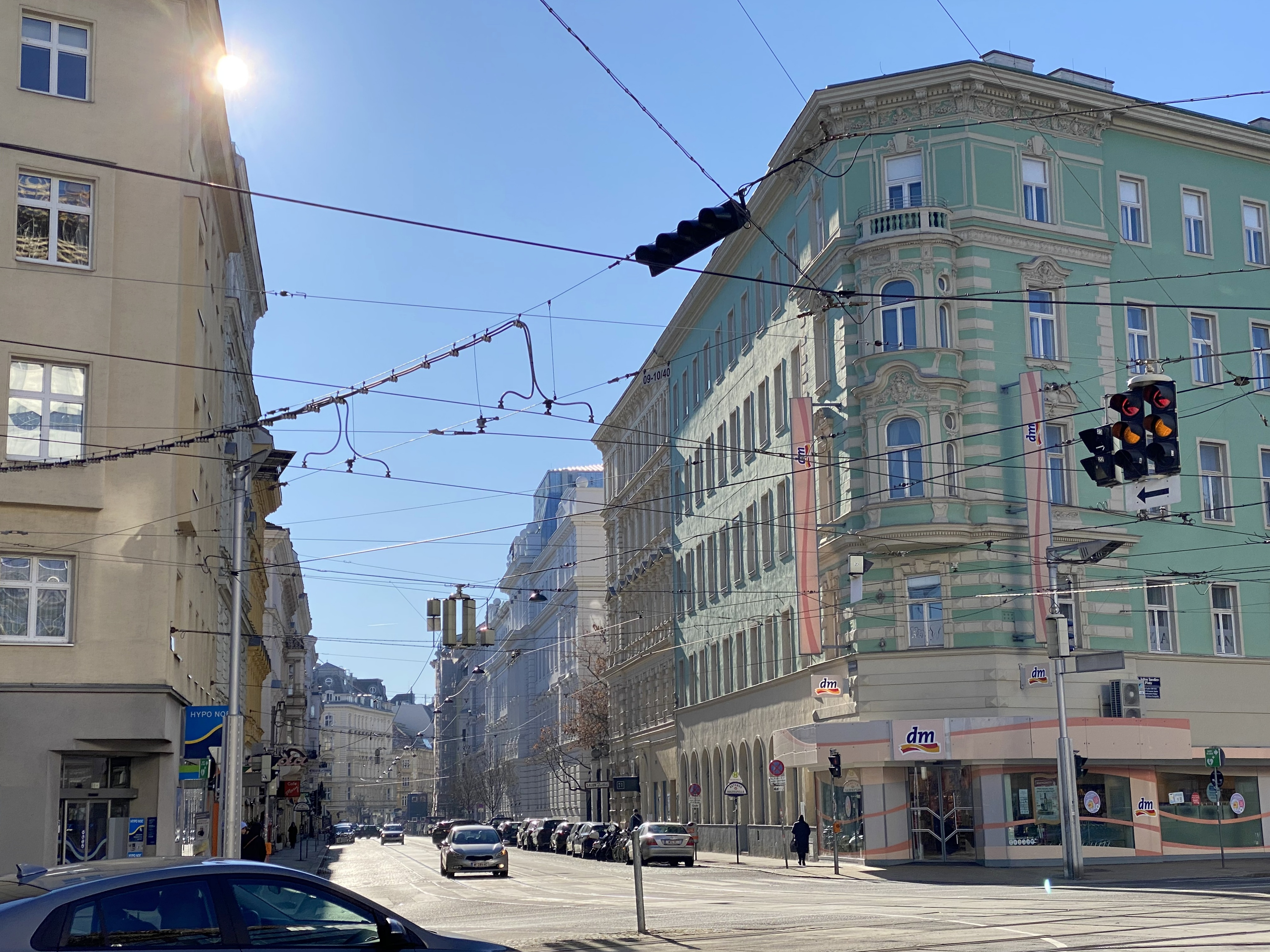
Angle avec Julius-Tandler-Platz

## Liens web
- Porzellangasse dans l'Histoire de Vienne, site internet de la Ville de Vienne.